# 風暴電音節
風暴電音節（英語：Storm Electronic Music Festival）創始於2013年，是中國最大的電子音樂節，每年在中國各大城市舉辦音樂盛會、電音派對、DJ電音節等大型戶外派對活動。

## 場次
| 日期           | 城市     | 場地                               |
| -------------- | -------- | ---------------------------------- |
| 2013年11月16日 | 中國上海 | 徐匯濱江                           |
| 2013年11月22日 | 中國上海 | 徐匯濱江                           |
| 2014年10月5日  | 中國上海 | 徐匯濱江                           |
| 2014年10月6日  | 中國上海 | 徐匯濱江                           |
| 2015年10月3日  | 中國上海 | 徐匯濱江                           |
| 2015年10月4日  | 中國上海 | 徐匯濱江                           |
| 2015年11月21日 | 中國深圳 | 深圳龍崗區體育中心                 |
| 2015年11月22日 | 中國深圳 | 深圳龍崗區體育中心                 |
| 2016年7月1日   | 中國成都 | 世紀舞廣場                         |
| 2016年7月2日   | 中國成都 | 世紀舞廣場                         |
| 2016年9月10日  | 中國廣州 | 天河體育中心南廣場                 |
| 2016年9月11日  | 中國廣州 | 天河體育中心南廣場                 |
| 2016年9月15日  | 中國北京 | 通盈雁棲湖高爾夫俱樂部             |
| 2016年9月16日  | 中國北京 | 通盈雁棲湖高爾夫俱樂部             |
| 2016年10月1日  | 中國上海 | 上海迪士尼·申迪生態園              |
| 2016年10月2日  | 中國上海 | 上海迪士尼·申迪生態園              |
| 2016年12月17日 | 中國深圳 | 深圳市廣播電視集團龍崗製作中心廣場 |
| 2016年12月18日 | 中國深圳 | 深圳市廣播電視集團龍崗製作中心廣場 |
| 2017年8月12日  | 中國成都 | 成都秀麗東方                       |
| 2017年8月13日  | 中國成都 | 成都秀麗東方                       |
| 2017年8月26日  | 中國廣州 | 廣州長隆歡樂世界8號停車場          |
| 2017年8月27日  | 中國廣州 | 廣州長隆歡樂世界8號停車場          |
| 2017年9月2日   | 中國南京 | 南京魚嘴濕地公園                   |
| 2017年9月3日   | 中國南京 | 南京魚嘴濕地公園                   |
| 2017年9月9日   | 中國北京 | 通盈雁棲湖高爾夫俱樂部             |
| 2017年9月10日  | 中國北京 | 通盈雁棲湖高爾夫俱樂部             |
| 2017年9月16日  | 中國長沙 | 長沙新國際會展中心                 |
| 2017年9月17日  | 中國長沙 | 長沙新國際會展中心                 |
| 2017年9月23日  | 中國上海 | 上海國際音樂村                     |
| 2017年9月24日  | 中國上海 | 上海國際音樂村                     |
| 2017年12月9日  | 澳大利亞 | The Crescent                       |

## 外部連結
- 官方网站
- 風暴電音節的新浪微博
- YouTube上的風暴電音節頻道